# 키아누 배커스
키아누 콜 배커스(영어: Keanu Kole Baccus, 1998년 6월 7일 ~ )는 남아프리카 공화국에서 태어난 오스트레일리아의 축구 선수이다. 포지션은 수비형 미드필더이며, 현재 스코티시 프리미어십의 세인트 미렌 FC에서 뛰고 있다.